# Oliarus madrasensis
Oliarus madrasensis är en insektsart som beskrevs av Van Stalle 1991. Oliarus madrasensis ingår i släktet Oliarus och familjen kilstritar. Inga underarter finns listade i Catalogue of Life.